# 28447 Arjunmathur
28447 Arjunmathur è un asteroide della fascia principale. Scoperto nel 2000, presenta un'orbita caratterizzata da un semiasse maggiore pari a 2,2717917 UA e da un'eccentricità di 0,1233847, inclinata di 4,06215° rispetto all'eclittica.